# Домбрена
Домбрена (греч. Δομβραίνα) — деревня в Греции. Деревня находится в Беотии. Название села славянское
Село расположено в западных предгорьях Геликона, очень близко к Тизви. Вместе с монастырем Макариотисса и дачным поселком Святого Николая до 2011 года оно было независимым муниципалитетом. Символ Домбрены – оборонительная башня, возвышающаяся над деревней, носящей имя Георгиоса Караискакиса.
В карьере рядом с деревней добывают знаменитый качественный мрамор, которым облицована гробница Джона Кеннеди. По пути из деревни к Коринфскому заливу вы доберетесь до одного из самых популярных пляжей.